# Chase Dodd
Pour les articles homonymes, voir Dodd.
Chase William Dodd est un joueur américain de water-polo né le 5 avril 2003 à Long Beach, en Californie. Il a remporté avec l'équipe des États-Unis la médaille de bronze du tournoi masculin aux Jeux olympiques d'été de 2024, organisés à Paris.